# Søhus Stige Boldklub
Søhus Stige BK er en dansk fodboldklub hjemmehørende i Søhus på Fyn. Søhus Stige BK spiller sine hjemmekampe på Spar Søhus Arena.